# Sissyneck
Sissyneck är en låt av alternativ rock-artisten Beck. Låten kom med på hans album Odelay släppt 18 juni 1996. Den var senare även släppt som den fjärde av fem singlar från albumet den 28 februari 1997.
Låten har spelats live fler än 140 gånger, men är den minst spelade av singlarna från Odelay.